# Villa (djur)
För andra betydelser, se Villa (olika betydelser).
Villa är ett släkte av tvåvingar. Villa ingår i familjen svävflugor.

## Bildgalleri

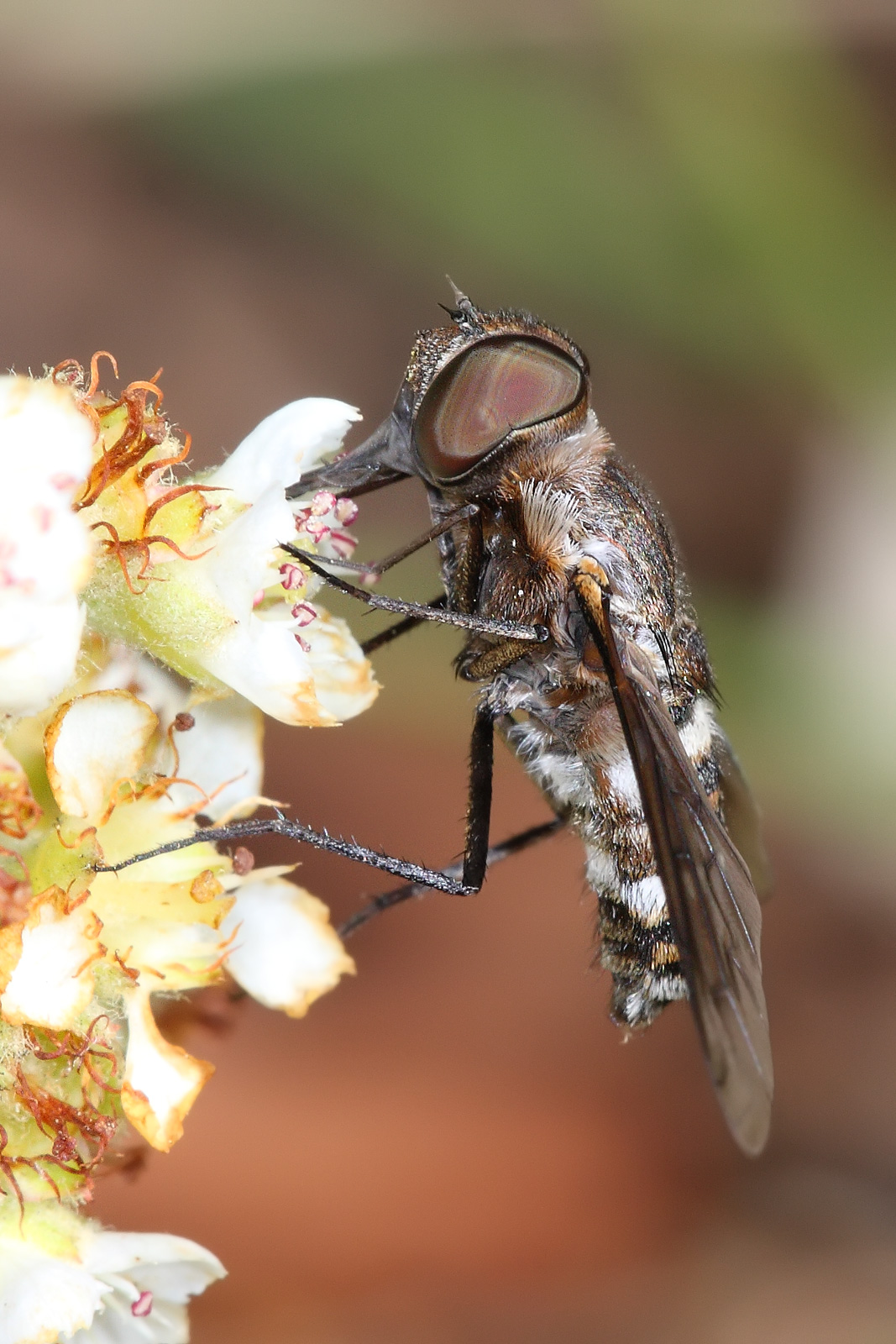
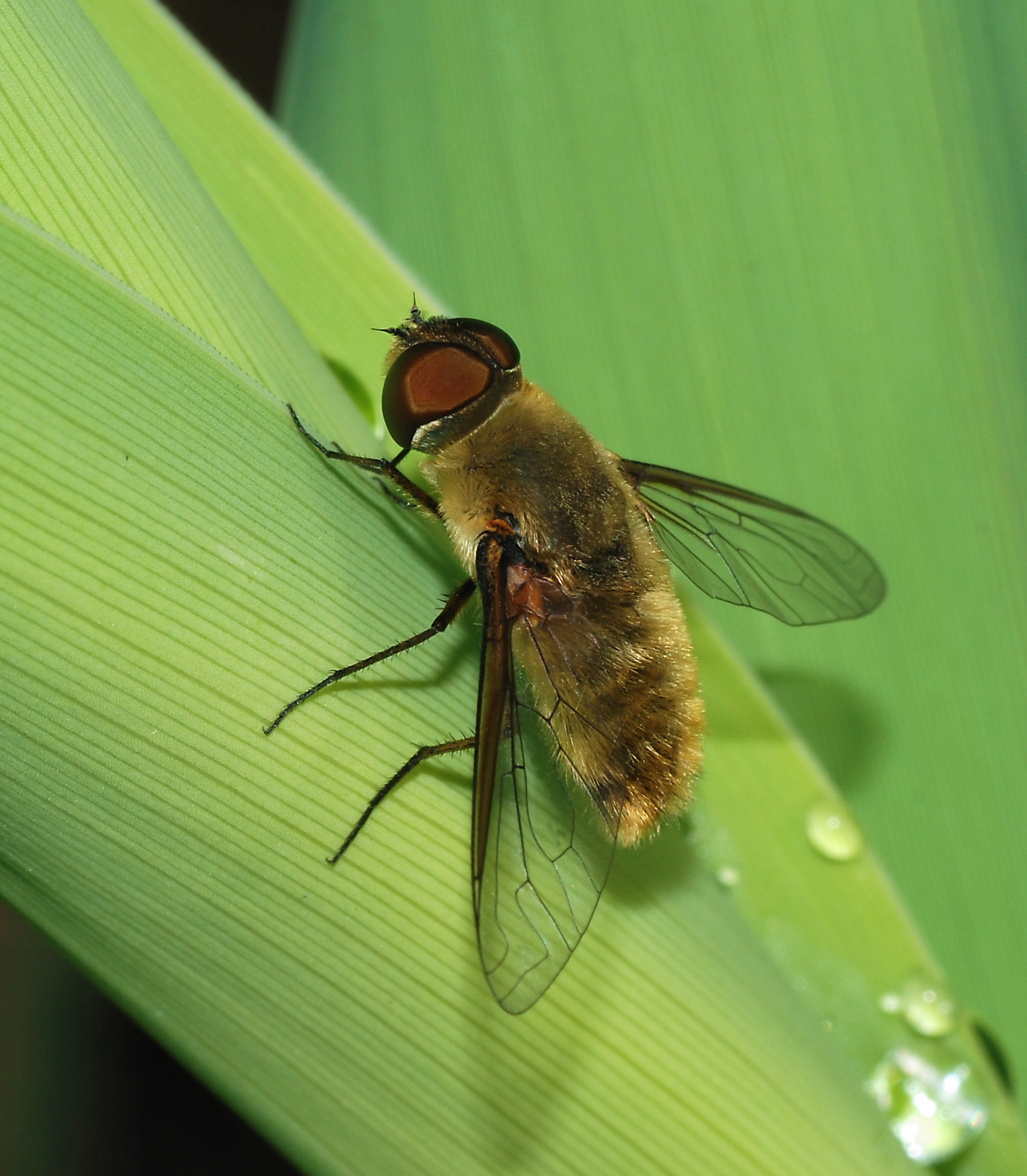
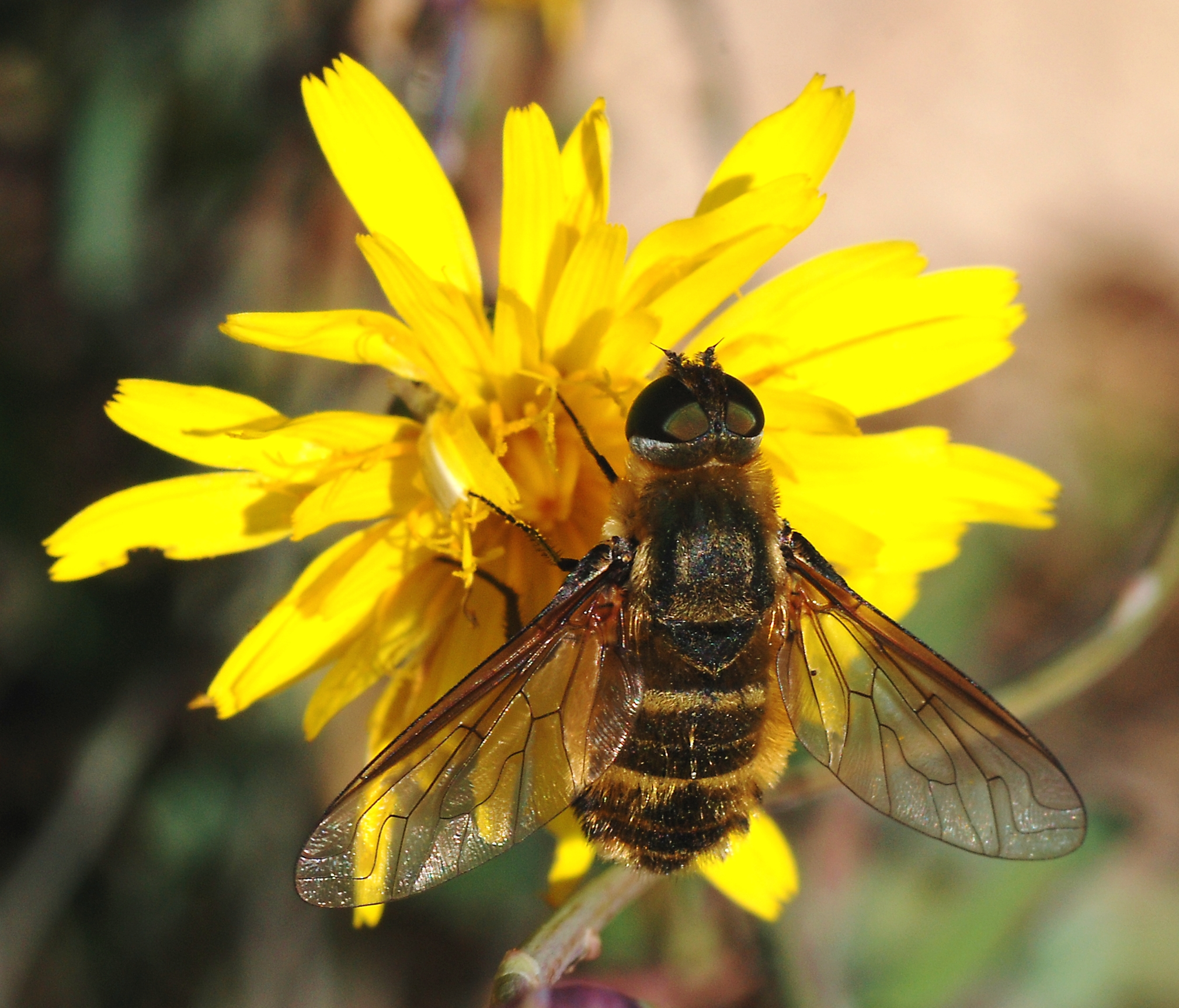
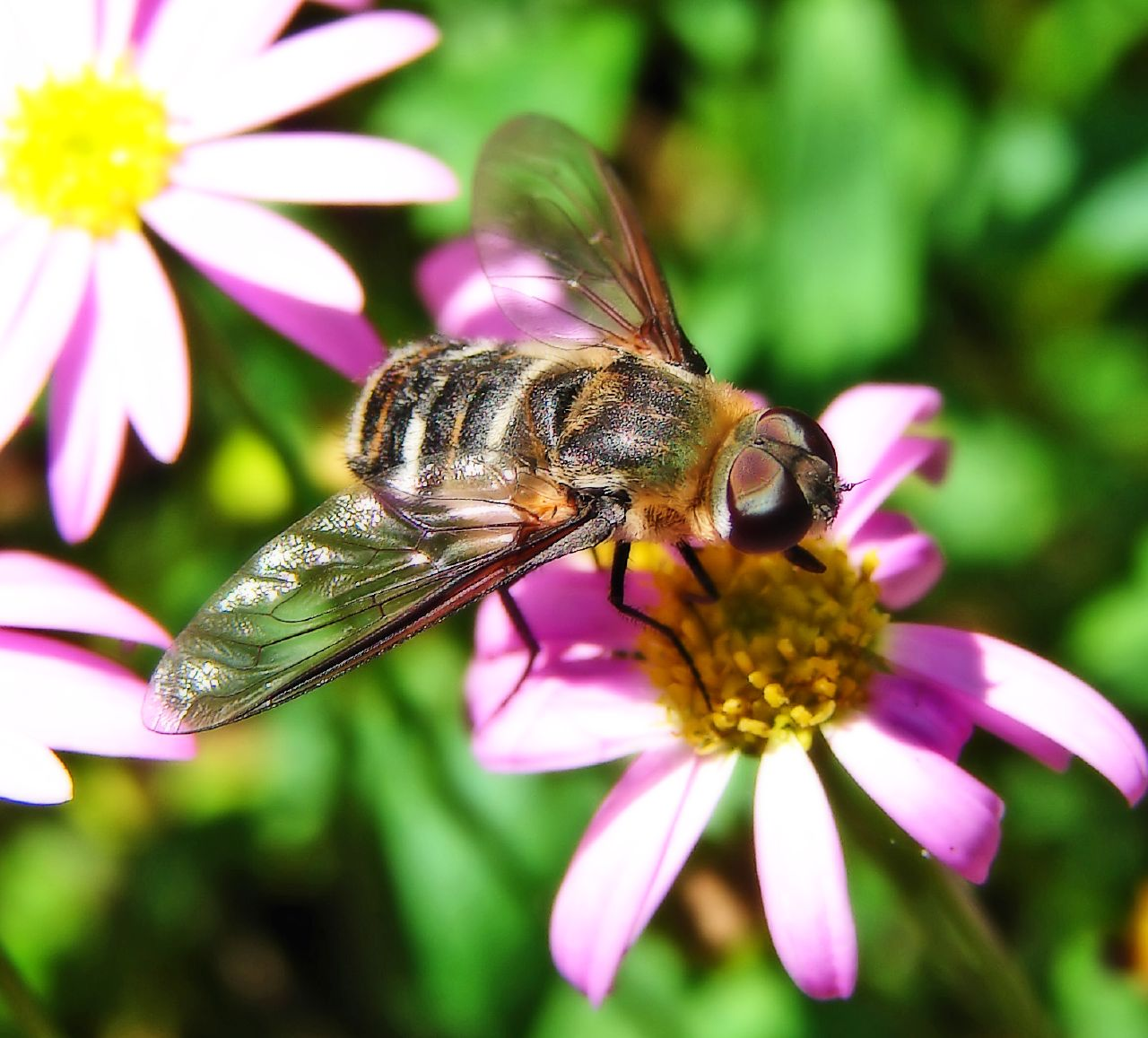

## Dottertaxa tillVilla, i alfabetisk ordning[1][2]
- Villa abbadon
- Villa abeilla
- Villa adusta
- Villa aegyptiaca
- Villa aenea
- Villa agrippina
- Villa albicincta
- Villa albicollaris
- Villa albida
- Villa albiventris
- Villa albobasalis
- Villa albula
- Villa aldabrae
- Villa alternata
- Villa amasia
- Villa ambigua
- Villa andamanensis
- Villa angularis
- Villa anthophoroides
- Villa aperta
- Villa apicifera
- Villa apiformis
- Villa apparens
- Villa approximata
- Villa aprica
- Villa aquila
- Villa arenaria
- Villa arenicola
- Villa argentiflua
- Villa argentina
- Villa argentipennis
- Villa argentosa
- Villa ariditata
- Villa aspiculata
- Villa atra
- Villa atricauda
- Villa atrisquama
- Villa aureohirta
- Villa aurepilosa
- Villa aurocinctus
- Villa baluchianus
- Villa barbiventris
- Villa belanovskyi
- Villa bicingulata
- Villa bigoti
- Villa bivirgata
- Villa bizonata
- Villa bombiformis
- Villa bravae
- Villa brunettii
- Villa brunnea
- Villa caloptera
- Villa camposi
- Villa cana
- Villa candidata
- Villa castellana
- Villa ceballosi
- Villa chionalis
- Villa chorassani
- Villa chromolepida
- Villa chrysothrix
- Villa cingulata
- Villa cingulum
- Villa clara
- Villa claripennis
- Villa clarissima
- Villa clausa
- Villa colombiana
- Villa commista
- Villa congrua
- Villa connexa
- Villa consessor
- Villa consimilis
- Villa crepuscularis
- Villa curvirostra
- Villa cyrprigna
- Villa delicata
- Villa deludens
- Villa detecta
- Villa dia
- Villa dianella
- Villa differens
- Villa diminutiva
- Villa dioscoridae
- Villa discolor
- Villa disparilis
- Villa distincta
- Villa dizona
- Villa doriae
- Villa dubia
- Villa duplex
- Villa edititoides
- Villa efflatouni
- Villa eucnemis
- Villa euzona
- Villa fallax
- Villa fasciata
- Villa fasciculata
- Villa fasciventris
- Villa fauna
- Villa faustina
- Villa festiva
- Villa filicornis
- Villa fissa
- Villa flaivicrura
- Villa flavalis
- Villa flaveola
- Villa flavicincta
- Villa flavicrura
- Villa flavipes
- Villa flavocostalis
- Villa fletcheri
- Villa fucata
- Villa fulviana
- Villa fulvipeda
- Villa fulvipleura
- Villa fumea
- Villa fumicosta
- Villa fumipennis
- Villa fusca
- Villa fuscicostata
- Villa fuscolimbata
- Villa galapagensis
- Villa galla
- Villa gariepina
- Villa gemella
- Villa gooti
- Villa gorgon
- Villa gracilis
- Villa guttapennis
- Villa haesitans
- Villa halteralis
- Villa handfordi
- Villa harroyi
- Villa harveyi
- Villa hermannloewi
- Villa hilarii
- Villa hottentotta
- Villa humilis
- Villa hyalina
- Villa hyalinipennis
- Villa hybrida
- Villa hypomelas
- Villa incisvia
- Villa insignis
- Villa insularis
- Villa ixion
- Villa johnsoni
- Villa kaokoensis
- Villa karasana
- Villa karooensis
- Villa kopanghatiensis
- Villa kuehlhorni
- Villa laevis
- Villa lasia
- Villa lateralis
- Villa lepidopyga
- Villa leucopyga
- Villa leucostoma
- Villa limbata
- Villa limpida
- Villa lineata
- Villa lipposa
- Villa litoralis
- Villa livia
- Villa loewii
- Villa longicornis
- Villa lucens
- Villa lucida
- Villa luculenta
- Villa macquarti
- Villa manifesta
- Villa manillae
- Villa martinorum
- Villa melanurus
- Villa meridionalis
- Villa merlei
- Villa micrargyra
- Villa minerva
- Villa miniata
- Villa miscella
- Villa modesta
- Villa moerens
- Villa molitor
- Villa moneta
- Villa mouchai
- Villa mucorea
- Villa multibalteata
- Villa mutua
- Villa myrmeleonostena
- Villa myximyia
- Villa nebulo
- Villa nigra
- Villa nigricauda
- Villa nigriceps
- Villa nigrifrons
- Villa nigrocrura
- Villa nigropecta
- Villa niphobleta
- Villa niphobletoides
- Villa nitida
- Villa nivea
- Villa nivearia
- Villa obliqua
- Villa obscura
- Villa occulta
- Villa oldroydi
- Villa orientalis
- Villa ovata
- Villa pachystyla
- Villa pallipes
- Villa panisca
- Villa paniscoides
- Villa paniscus
- Villa parilis
- Villa pellucida
- Villa penai
- Villa peninsularis
- Villa perfecta
- Villa perimele
- Villa phaeotaenia
- Villa philippi
- Villa philippii
- Villa pima
- Villa plagiata
- Villa praeterita
- Villa pretendens
- Villa pretiosa
- Villa primitiva
- Villa proxima
- Villa psammina
- Villa purpurata
- Villa pusio
- Villa pygarga
- Villa quinqueguttata
- Villa quivera
- Villa rava
- Villa ravus
- Villa resurgens
- Villa ruficeps
- Villa rufipes
- Villa sabina
- Villa salebrosa
- Villa satanas
- Villa schineri
- Villa scrobiculata
- Villa scrutata
- Villa sejungenda
- Villa semifucata
- Villa semifulvipes
- Villa semihyalina
- Villa semilimpida
- Villa senecio
- Villa senex
- Villa sesivora
- Villa sexfasciata
- Villa shawii
- Villa sini
- Villa sonorensis
- Villa squamigera
- Villa stenozoides
- Villa stenozona
- Villa stenozonella
- Villa subannula
- Villa supina
- Villa syphax
- Villa tarapacensis
- Villa tashkentica
- Villa terrena
- Villa tomentosa
- Villa translata
- Villa transversa
- Villa trifida
- Villa trivincula
- Villa troglodyta
- Villa turcomanus
- Villa turneri
- Villa una
- Villa unicingulata
- Villa unifasciata
- Villa vacans
- Villa validicornis
- Villa valparaisensis
- Villa vanduzeei
- Villa vastititas
- Villa velox
- Villa ventruosus
- Villa venus
- Villa venusta
- Villa verdensis
- Villa vestita
- Villa vitrea
- Villa vitripennis
- Villa yaqui
- Villa zonipennis